# 웨일스의 국기

웨일스의 국기 비율 3:5

웨일스의 국기는 적룡(웨일스어: Y Ddraig Goch 어 드라이그 고흐, 영어: The Red Dragon 더 레드 드래곤[*])이라고도 부른다. 하얀색과 초록색 두 가지 색의 가로 줄무늬 바탕 가운데에 웨일스의 적룡이 그려져 있다.
현재의 국기는 1959년에 제정되었으며 가로세로 비율은 3:5이다. 영국을 구성하는 네 개의 지역(잉글랜드, 스코틀랜드, 웨일스, 북아일랜드)의 국기 가운데 유일하게 영국의 국기 디자인을 구성하고 있지 않은 국기이기도 하다.
하얀색과 초록색 두 가지 색으로 구성된 줄무늬는 1485년부터 1603년까지 잉글랜드 왕국을 지배했던 튜더 왕가의 상징이다. 적룡은 웨일스의 상징인데 이는 로마인들이 용을 영국의 상징으로 삼았던 데서 유래되었다고 전해진다. 

## 여러 가지 기

웨일스의 국기 (1807년 ~ 1953년)
웨일스의 국기 (1953년 ~ 1959년)
성 데이비드의 기

## 같이 보기
- 영국의 국기
- 잉글랜드의 국기
- 스코틀랜드의 국기
- 북아일랜드의 국기
- 영국의 기 목록